# Чкаловський район (Кокшетауська область)
Чка́ловський район — колишня адміністративна одиниця Кокшетауської області Казахської РСР та Казахстану, що існувала з 1939 по 1997 роки.

## Історія
Район був утворений 16 жовтня 1939 року у складі Північноказахстанської області з частин чотирьох сусідніх районів:
- зі складу Енбекшильдерського району — Амандицька сільрада
- зі складу Кзил-Туського району — Алаботинська сільрада
- зі складу Кокчетавського району — Аймацька сільрада
- зі складу Червоноармійського району — Андрієвська, Білоярська, Вишневська, Донецька, Зеленогайська, Калінінська, Каратомарська, Константиновська, Кранокиївська, Новодворовська, Новогречановська, Новоберезовська, Петровська, Подольська, Чкаловська, Яснопольська сільради

15 березня 1944 року район увійшов до складу новоствореної Кокчетавської області.
17 грудня 1954 року Кіровська селищна рада Радянського району Північноказахстанської області була передана до складу Чкаловського району.
2 січня 1963 року район був ліквідований, але відновлений вже 28 травня 1969 року.
2 травня 1997 року район був ліквідований, а територія передана до складу Красноармійського району.